# Giải bóng đá vô địch quốc gia Đức 2011–12
Giải bóng đá vô địch quốc gia Đức 2011–12 (Bundesliga 2011-12) là mùa giải thứ 49 của Giải bóng đá vô địch quốc gia Đức, giải bóng đá hàng đầu của nước Đức. Mùa giải bắt đầu vào ngày 5 tháng 8 năm 2011 với trận đấu mở màn có bao gồm đương kim vô địch Borussia Dortmund và kết thúc vào ngày 5 tháng 5 năm 2012. Kỳ nghỉ đông truyền thống được diễn ra từ ngày 17 tháng 12 năm 2011 đến ngày 20 tháng 1 năm 2012.
Giải đấu gồm có 18 đội: 15 đội đứng đầu của mùa giải 2010-11, 2 đội đứng đầu từ 2. Bundesliga 2010-11 và đội thắng của play-off xuống hạng giữa đội đứng thứ 16 của Bundesliga và đội đứng thứ ba của 2. Bundesliga.
Vì Đức leo lên từ vị trí thứ tư lên thứ ba ở bảng xếp hạng hệ số hiệp hội UEFA tại cuối mùa giải 2010-11, giải đấu có thêm một suất vòng bảng bổ sung cho UEFA Champions League.Đến mùa giải hiện nay,đây là lần cuối cùng Borussia Dortmund vô địch giải đấu.

## Sân vận động và địa điểm
Sự thay đổi nổi bật nhất về các sân vận động xảy ra tại Mainz, nơi FSV Mainz 05 di chuyển từ Stadion am Bruchweg vào COFACE Arena mới xây dựng của họ. Những thay đổi khác bao gồm hoàn thành công trình tại Mercedes-Benz Aren đã hoàn thành.
| Đội                      | Địa điểm        | Sân vận động         | Lượng khán giả |
| ------------------------ | --------------- | -------------------- | -------------- |
| FC Augsburg              | Augsburg        | SGL Arena            | 30,660         |
| Bayer Leverkusen         | Leverkusen      | BayArena             | 30.210         |
| Bayern Munich            | Munich          | Allianz Arena        | 69.000         |
| Borussia Dortmund        | Dortmund        | Signal Iduna Park    | 80.720         |
| Borussia Mönchengladbach | Mönchengladbach | Borussia-Park        | 54.057         |
| SC Freiburg              | Freiburg        | Badenova-Stadion     | 25,000         |
| Hamburger SV             | Hamburg         | Imtech Arena         | 57.000         |
| Hannover 96              | Hanover         | AWD-Arena            | 49.000         |
| Hertha BSC               | Berlin          | Olympiastadion       | 74.244         |
| 1899 Hoffenheim          | Sinsheim        | Rhein-Neckar-Arena   | 30,150         |
| 1. FC Kaiserslautern     | Kaiserslautern  | Fritz Walter Stadion | 49,780         |
| 1. FC Köln               | Köln            | RheinEnergieStadion  | 50.000         |
| 1. FSV Mainz 05          | Mainz           | Coface Arena         | 33,500         |
| 1. FC Nuremberg          | Nuremberg       | EasyCredit-Stadion   | 48,548         |
| Schalke 04               | Gelsenkirchen   | Veltins-Arena        | 61.673         |
| VfB Stuttgart            | Stuttgart       | Mercedes-Benz Arena  | 60.300         |
| Werder Bremen            | Bremen          | Weserstadion         | 42,000         |
| VfL Wolfsburg            | Wolfsburg       | Volkswagen Arena     | 30,000         |

## Bảng xếp hạng
| XH | Đội                      | Tr | T  | H  | T  | BT | BB | HS  | Đ  | Lên hay xuống hạng                            |
| -- | ------------------------ | -- | -- | -- | -- | -- | -- | --- | -- | --------------------------------------------- |
| 1  | Borussia Dortmund (C)    | 34 | 25 | 6  | 3  | 80 | 25 | +55 | 81 | Vòng bảng UEFA Champions League 2012-13       |
| 2  | Bayern Munich            | 34 | 23 | 4  | 7  | 77 | 22 | +55 | 73 | Vòng bảng UEFA Champions League 2012-13       |
| 3  | FC Schalke 04            | 34 | 20 | 4  | 10 | 74 | 44 | +30 | 64 | Vòng bảng UEFA Champions League 2012-13       |
| 4  | Bor. Mönchengladbach     | 34 | 17 | 9  | 8  | 49 | 24 | +25 | 60 | Vòng Play-off UEFA Champions League 2012-13   |
| 5  | Bayer Leverkusen         | 34 | 15 | 9  | 10 | 52 | 44 | +8  | 54 | Vòng bảng UEFA Europa League 2012–13 1        |
| 6  | VfB Stuttgart            | 34 | 15 | 8  | 11 | 63 | 46 | +17 | 53 | Vòng Play-off UEFA Europa League 2012–13 1    |
| 7  | Hannover 96              | 34 | 12 | 12 | 10 | 41 | 45 | −4  | 48 | Vòng loại thứ ba UEFA Europa League 2012–13 1 |
| 8  | VfL Wolfsburg            | 34 | 13 | 5  | 16 | 47 | 60 | −13 | 44 |                                               |
| 9  | Werder Bremen            | 34 | 11 | 9  | 14 | 49 | 58 | −9  | 42 |                                               |
| 10 | 1. FC Nuremberg          | 34 | 12 | 6  | 16 | 38 | 49 | −11 | 42 |                                               |
| 11 | 1899 Hoffenheim          | 34 | 10 | 11 | 13 | 41 | 47 | −6  | 41 |                                               |
| 12 | SC Freiburg              | 34 | 10 | 10 | 14 | 45 | 61 | −16 | 40 |                                               |
| 13 | FSV Mainz 05             | 34 | 9  | 12 | 13 | 47 | 51 | −4  | 39 |                                               |
| 14 | FC Augsburg              | 34 | 8  | 14 | 12 | 36 | 49 | −13 | 38 |                                               |
| 15 | Hamburger SV             | 34 | 8  | 12 | 14 | 35 | 57 | −22 | 36 |                                               |
| 16 | Hertha BSC (R)           | 34 | 7  | 10 | 17 | 38 | 64 | −26 | 31 | Bundesliga relegation play-off                |
| 17 | 1. FC Köln (R)           | 34 | 8  | 6  | 20 | 39 | 75 | −36 | 30 | Xuống chơi tại2012–13 2. Fußball-Bundesliga   |
| 18 | 1. FC Kaiserslautern (R) | 34 | 4  | 11 | 19 | 24 | 54 | −30 | 23 | Xuống chơi tại2012–13 2. Fußball-Bundesliga   |

(VĐ) = Vô địch; (XH) = Xuống hạng; (LH) = Lên hạng; (O) = Thắng trận Play-off; (A) = Lọt vào vòng sau. 
Chỉ được áp dụng khi mùa giải chưa kết thúc: 
(Q) = Lọt vào vòng đấu cụ thể của giải đấu đã nêu; (TQ) = Giành vé dự giải đấu, nhưng chưa tới vòng đấu đã nêu.

## Kết quả
| S.nhà ╲ S.khách      | AUG | LEV | BMU | DOR | MGL | FRE | HAM | H96 | BSC | HOF | KAI | KÖL | MAI | NUR | S04 | STU | BRE | WOB |
| FC Augsburg          |     | 1–4 | 1–2 | 0–0 | 1–0 | 2–2 | 1–0 | 0–0 | 3–0 | 0–2 | 2–2 | 2–1 | 2–1 | 0–0 | 1–1 | 1–3 | 1–1 | 2–0 |
| Bayer Leverkusen     | 4–1 |     | 2–0 | 0–0 | 1–2 | 0–2 | 2–2 | 1–0 | 3–3 | 2–0 | 3–1 | 1–4 | 3–2 | 0–3 | 0–1 | 2–2 | 1–0 | 3–1 |
| Bayern Munich        | 2–1 | 3–0 |     | 0–1 | 0–1 | 7–0 | 5–0 | 2–1 | 4–0 | 7–1 | 2–0 | 3–0 | 0–0 | 4–0 | 2–0 | 2–0 | 4–1 | 2–0 |
| Borussia Dortmund    | 4–0 | 1–0 | 1–0 |     | 2–0 | 4–0 | 3–1 | 3–1 | 1–2 | 3–1 | 1–1 | 5–0 | 2–1 | 2–0 | 2–0 | 4–4 | 1–0 | 5–1 |
| Bor. Mönchengladbach | 0–0 | 2–2 | 3–1 | 1–1 |     | 0–0 | 1–1 | 2–1 | 0–0 | 1–2 | 1–0 | 3–0 | 1–0 | 1–0 | 3–0 | 1–1 | 5–0 | 4–1 |
| SC Freiburg          | 1–0 | 0–1 | 0–0 | 1–4 | 1–0 |     | 1–2 | 1–1 | 2–2 | 0–0 | 2–0 | 4–1 | 1–2 | 2–2 | 2–1 | 1–2 | 2–2 | 3–0 |
| Hamburger SV         | 1–1 | 1–1 | 1–1 | 1–5 | 0–1 | 1–3 |     | 1–0 | 2–2 | 2–0 | 1–1 | 3–4 | 0–0 | 2–0 | 1–2 | 0–4 | 1–3 | 1–1 |
| Hannover 96          | 2–2 | 0–0 | 2–1 | 2–1 | 2–1 | 0–0 | 1–1 |     | 1–1 | 2–1 | 2–1 | 4–1 | 1–1 | 1–0 | 2–2 | 4–2 | 3–2 | 2–0 |
| Hertha BSC           | 2–2 | 3–3 | 0–6 | 0–1 | 1–2 | 1–2 | 1–2 | 0–1 |     | 3–1 | 1–2 | 3–0 | 0–0 | 0–1 | 1–2 | 1–0 | 1–0 | 1–4 |
| 1899 Hoffenheim      | 2–2 | 0–1 | 0–0 | 1–0 | 1–0 | 1–1 | 4–0 | 0–0 | 1–1 |     | 1–1 | 1–1 | 1–1 | 2–3 | 1–1 | 1–2 | 1–2 | 3–1 |
| 1. FC Kaiserslautern | 1–1 | 0–2 | 0–3 | 2–5 | 1–2 | 1–0 | 0–1 | 1–1 | 1–1 | 1–2 |     | 0–1 | 3–1 | 0–2 | 1–4 | 0–2 | 0–0 | 0–0 |
| 1. FC Köln           | 3–0 | 0–2 | 1–4 | 1–6 | 0–3 | 4–0 | 0–1 | 2–0 | 1–0 | 2–0 | 1–1 |     | 1–1 | 1–2 | 1–4 | 1–1 | 1–1 | 0–3 |
| FSV Mainz 05         | 0–1 | 2–0 | 3–2 | 1–2 | 0–3 | 3–1 | 0–0 | 1–1 | 1–3 | 0–4 | 4–0 | 4–0 |     | 2–1 | 2–4 | 3–1 | 1–3 | 0–0 |
| 1. FC Nuremberg      | 1–0 | 1–4 | 0–1 | 0–2 | 1–0 | 1–2 | 1–1 | 1–2 | 2–0 | 0–2 | 1–0 | 2–1 | 3–3 |     | 4–1 | 2–2 | 1–1 | 1–3 |
| FC Schalke 04        | 3–1 | 2–0 | 0–2 | 1–2 | 1–0 | 4–2 | 3–1 | 3–0 | 4–0 | 3–1 | 1–2 | 5–1 | 1–1 | 4–0 |     | 3–1 | 5–0 | 4–0 |
| VfB Stuttgart        | 2–1 | 0–1 | 1–2 | 1–1 | 0–3 | 4–1 | 1–2 | 3–0 | 5–0 | 2–0 | 0–0 | 2–2 | 4–1 | 1–0 | 3–0 |     | 4–1 | 3–2 |
| Werder Bremen        | 1–1 | 1–1 | 1–2 | 0–2 | 2–2 | 5–3 | 2–0 | 3–0 | 2–1 | 1–1 | 2–0 | 3–2 | 0–3 | 0–1 | 2–3 | 2–0 |     | 4–1 |
| VfL Wolfsburg        | 1–2 | 3–2 | 0–1 | 1–3 | 0–0 | 3–2 | 2–1 | 4–1 | 2–3 | 1–2 | 1–0 | 1–0 | 2–2 | 2–1 | 2–1 | 1–0 | 3–1 |     |

Cập nhật lần cuối: 28 tháng 4 năm 2012.
Nguồn: Bundesliga official website
1 ^ Đội chủ nhà được liệt kê ở cột bên tay trái.
Màu sắc: Xanh = Chủ nhà thắng; Vàng = Hòa; Đỏ = Đội khách thắng.

## Thống kê
| Kết quả bao gồm cả các trận đấu đã diến ra vào ngày 5 tháng 5 năm 2012 29 bàn - Klaas-Jan Huntelaar (Schalke 04) 26 bàn - Mario Gómez (Bayern Munich) 22 bàn - Robert Lewandowski (Borussia Dortmund) 18 bàn - Claudio Pizarro (Werder Bremen) - Lukas Podolski (1. FC Köln) - Marco Reus (Borussia Mönchengladbach) 17 bàn - Martin Harnik (VfB Stuttgart) 16 bàn - Stefan Kießling (Bayer Leverkusen) 15 bàn - Raúl González (Schalke 04) 13 bàn - Vedad Ibišević (1899 Hoffenheim / VfB Stuttgart) - Shinji Kagawa (Borussia Dortmund) | Kết quả bao gồm cả các trận đấu đã diến ra vào ngày 5 tháng 5 năm 2012 12 đường - Franck Ribéry (Bayern Munich) 11 đường - Juan Arango (Borussia Mönchengladbach) 9 đường - Shinji Kagawa (Borussia Dortmund) - Toni Kroos (Bayern Munich) 8 đường - Jakub Błaszczykowski (Borussia Dortmund) - Jefferson Farfán (Schalke 04) - Christian Fuchs (Schalke 04) - Tamás Hajnal (VfB Stuttgart) - Mario Mandžukić (VfL Wolfsburg) - Thomas Müller (Bayern Munich) - Claudio Pizarro (Werder Bremen) - Marco Reus (Borussia Mönchengladbach) - Raffael (Hertha BSC) |